# Endasys pieninus
Endasys pieninus là một loài tò vò trong họ Ichneumonidae.